# Tetrawickmanita
La tetrawickmanita es un mineral de la clase de los minerales óxidos, y dentro de esta pertenece al llamado “grupo de la stottita”. Fue descubierta en 1973 en una mina de Kings Mountain, en el estado de Carolina del Norte (EE. UU.), siendo nombrada así por su relación con la wickmanita. Un sinónimo es su clave: IMA1971-018.

## Características químicas
Es un hidróxido de manganeso y estaño. Es el dimorfo en el sistema cristalino tetragonal de la wickmanita.

## Formación y yacimientos
Es un mineral de aparición muy rara, formado en fracturas las últimas etapas de rocas pegmatitas ricas en litio.
Suele encontrarse asociado a otros minerales como: bavenita, eakerita, siderita, rodocrosita, albita, cuarzo, magnetita o barita.